# Ball Corporation
Ball Corporation (NYSE: BALL) er en amerikansk producent af metalemballage til fødevarer, der har hovedkvarter i Westminster, Colorado. Virksomheden blev etableret i Buffalo, New York i 1880, hvor den var kendt som Wooden Jacket Can Company. Deres årsomsætnig er på 15 mia. $.